# Koprivnik (Žiri, Slovenija)
Koprivnik je naselje u slovenskoj Općini Žiriju. Koprivnik se nalazi u pokrajini Gorenjskoj i statističkoj regiji Gorenjskoj. 

## Stanovništvo
Prema popisu stanovništva iz 2002. godine naselje je imalo stanovnika.